# جمعية ولاية نيويورك
جمعية ولاية نيويورك (بالإنجليزية: New York State Assembly)‏ هو مجلس النواب التشريعي لولاية نيويورك الأمريكية، يقع المقر الرئيسي له في ألباني، نيويورك، ويتكون من 150 مقعداً، وهو المجلس الأدنى في كونغرس ولاية نيويورك.

## طالع أيضًا
- كونغرس ولاية نيويورك